# كييل إيفار لارسن
كييل إيفار لارسن هو سياسي نرويجي، ولد في 18 يونيو 1968. حزبياً، نشط في حزب التقدم. وقد انتخب نائب عضو برلمان النرويج ‏.